# Trimalaconothrus longirostris
Trimalaconothrus longirostris är en kvalsterart som beskrevs av Rainer Willmann 1929. Trimalaconothrus longirostris ingår i släktet Trimalaconothrus och familjen Malaconothridae. Inga underarter finns listade i Catalogue of Life.